# Hippocampus comes
Hippocampus comes (лат.) — вид лучепёрых рыб семейства игловых (Syngnathidae). Относится к уязвимым видам.

## Описание
Голова расположена под прямым углом к телу. Рыло рыбы удлиненное, рот трубчатый, что позволяет всасывать пищу. Питается планктоном, кораллами, маленькими креветками и мелкими рыбами. Длина рыла 2,2 длины головы. Тело морского конька покрыто костными пластинками. Плавают вертикально. Размер этого вида составляет примерно 15 см в длину, самцы значительно крупнее самок. Максимальный размер составляет 18,7 см.
Наиболее распространённые цвета — чередование жёлтого и чёрного. Хвост полосатый — от брюха до кончика. Особенностью морского конька является то, что он не имеет постоянного цвета. Данный вид может менять свою окраску в зависимости от окружающей среды, рациона питания, а также в минуты опасности. Продолжительность жизни в дикой природе от 1 до 5 лет, в неволе живут до 1,5 лет.

## Ареал и места обитания
Hippocampus comes распространён в Западной части Тихого океана возле прибрежных зон Индии, Индонезии, Малайзии, Филиппин, Сингапура, Таиланда и Вьетнама. Естественным местом обитания является сублиторальная зона, коралловые рифы, саргассовые водоросли. Любит тёплые воды, с температурой не ниже 22 градусов Цельсия. Эта рыба плавает на глубине до 10—12 метров.

## Биология и экология
Нерест происходит круглый год. После сложных брачных игр самка откладывает икру для созревания (с помощью короткого генитального соска) в мешочек у основания хвоста самца. После 2—3 недель самец сильными движениями выталкивает из мешка вполне развитых мальков.
Данный вид используется традиционной китайской медициной, а также в аквариумистике.

## Генетика
В геноме этих морских коньков в декабре 2016 года найдены эволюционные изменения, которые привели к беременности у самцов и необычной анатомии игловых рыб

## Угрозы и охрана
Поскольку места обитания данного вида морского конька это акватории, которые благоприятны для дайвинга, то эта рыба нередко становится жертвой любителей экзотических сувениров и находится под угрозой уничтожения.
Импорт и экспорт Hippocampus comes находится под контролем в рамках СИТЕС с 15 мая 2004 года.